# Televisão em cores
Televisão a cores(pt-BR) ou televisão em cores(pt-PT?) refere-se à tecnologia de radiodifusão de sinal de televisão e à reprodução de imagens em movimento a cores.

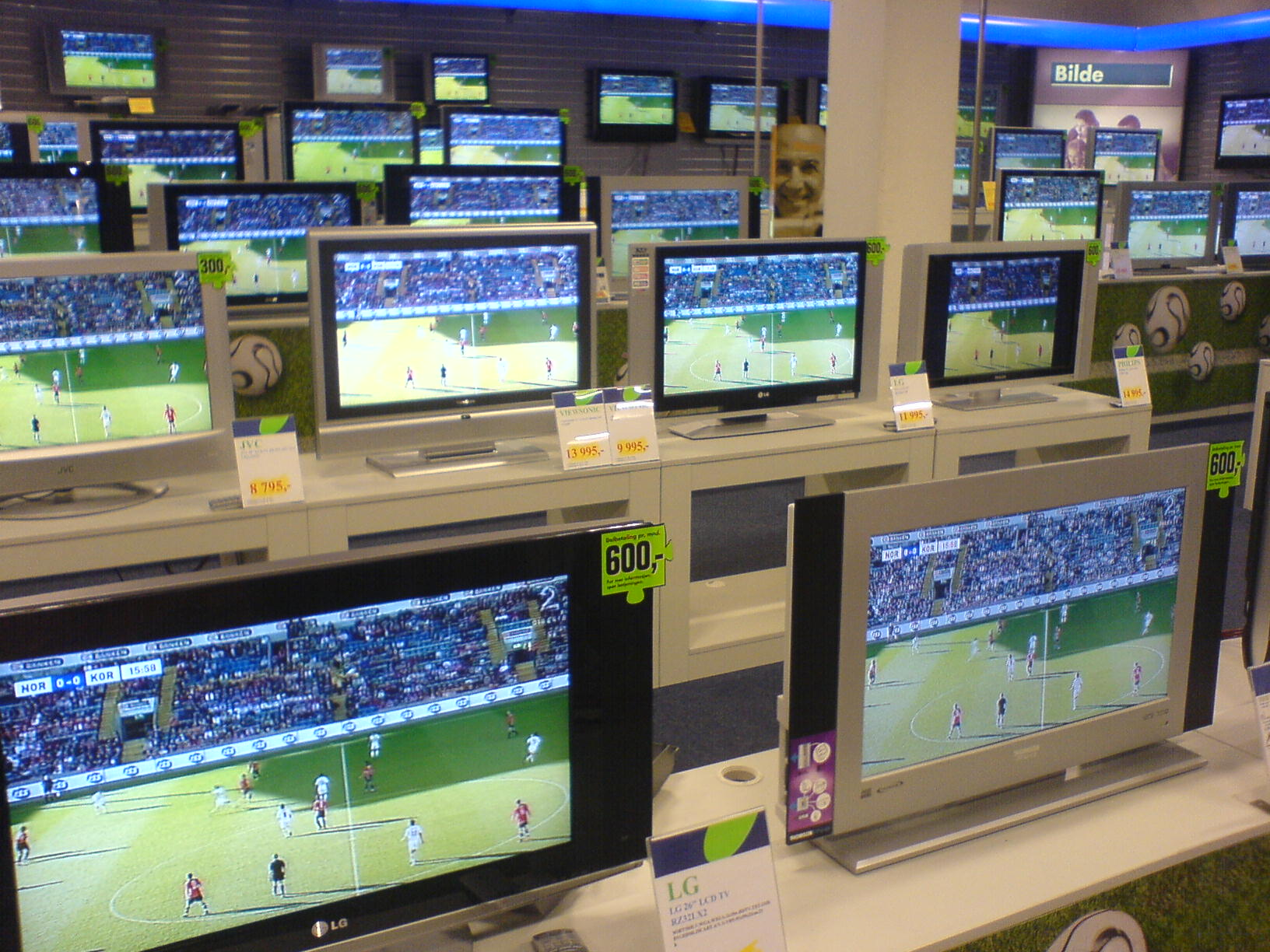
Televisores com imagem de cor.

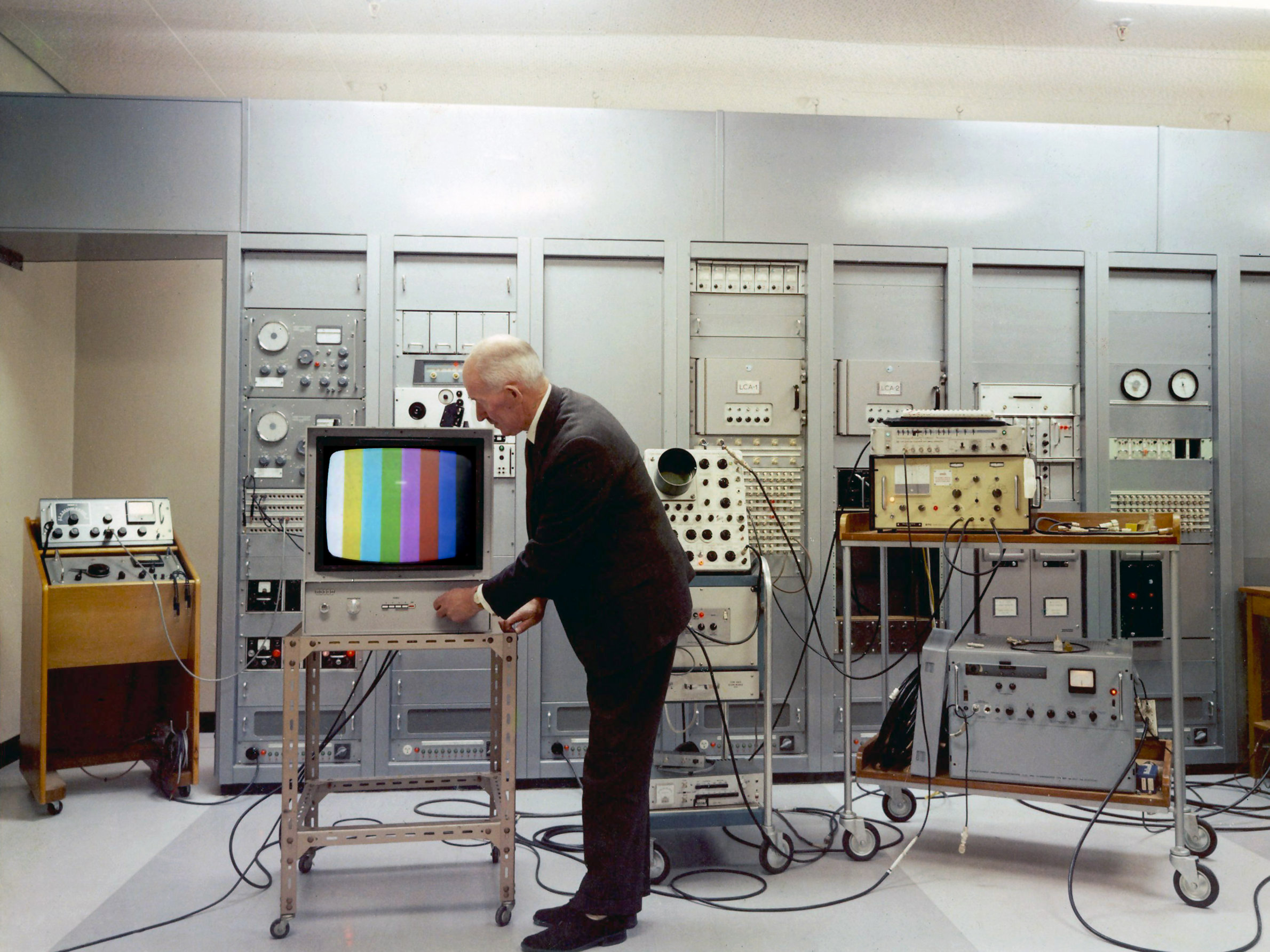
Teste de TV a cores

Na forma básica, a difusão de cor pode ser criada pela emissão combinada de três imagens monocromáticas, uma em cada banda de vermelho, verde e azul (RGB). Quando em veloz sucessão, estas cores misturam-se para produzir um cor tal como apreciado pelo sentido da visão das pessoas. Um dos grandes desafios técnicos na introdução de cor era o desejo de reduzir a elevada largura de banda, três vezes superior à padronizada para a televisão a preto e branco, para algo mais aceitável que não utilizasse a maior parte do espectro de rádio. Após pesquisas, a NTSC introduziu um sistema de codificação da informação de cor de forma separada do brilho, e reduziu a resolução da informação sobre cor para conservar a largura de banda.
Introduzida nos Estados Unidos na década de 1950, apenas alguns anos depois das emissões a preto e branco estarem padronizadas, os altos preços dos televisores e a falta de material para aproveitar a nova tecnologia fizeram demorar a sua aceitação no mercado. Só em finais da década de 1960 é que os televisores a cores se começaram a impor no mercado, sobretudo devido ao sistema Porta-Color da General Electric em 1966. Na década seguinte, os televisores a cores tornaram-se os mais comuns, tendo havido a padronização do sistema.
Na Europa, a padronização pelo sistema PAL só estaria feita na década de 1960, e as emissões começaram em 1966. Por esta altura, muitos dos problemas nos televisores mais antigos já estavam resolvidos, e a divulgação do sistema de cores na Europa foi bastante rápida.
No Brasil, a primeira transmissão de TV a cores, aconteceu no dia 19 de fevereiro de 1972, com a transmissão da 12ª Festa da Uva de Caxias do Sul pela Rede Globo, com a narração de Cid Moreira e a presença do então presidente da república Emílio Garrastazu Médici. O sistema adotado foi o PAL-M. Em 1970, da Copa do Mundo de Futebol no México – a primeira a ser transmitida via satélite e em cores, foi transmitida ainda em preto e branco no Brasil, sendo posteriormente reprisada em cores, depois da popularização dos aparelhos compatíveis no país.
Em Portugal, as primeiras transmissões experimentais foram feitas durante a cobertura das eleições presidenciais portuguesas de 1976. No entanto, a introdução efetiva de transmissão a cores deu-se na emissão dos Jogos sem Fronteiras em 1979, passando as emissões a serem feitas integralmente a cores a partir de 7 de março de 1980.
A mais recente mudança para sistemas puramente digitais na difusão nos Estados Unidos fez terminar a compatibilidade dos televisores mais antigos, que durou cerca de 60 anos.

## História
Em 1954, foi introduzido as cores nos Estados Unidos no sistema televisivo NTSC. Porém, ainda mantendo a compatibilidade com o modelo de televisão já existente, baseado em preto e branco; para ambos os aparelhos televisores (em cor e em preto e branco) pudessem ainda captar o sinal. O mesmo ocorreu em 1960 na introdução das cores no sistema PAL.